# Frank van den Broek
Frank van den Broek   (Warmond, 28 de desembre de 2000) és un ciclista neerlandès, professional des del 2023. Actualment corre a l'equip Team DSM-Firmenich PostNL.
Estudiant d'informàtica, Frank van den Broek es va donar a conèixer durant la temporada 2022 guanyant el Tour de Namur. Posteriorment, el 2023, es va incorporar a l'equip continental À Block CT, amb qui guanyà la Ronde de l'Oise. El 2024, a l'equip Team DSM-Firmenich PostNL, guanyà la general de la Volta a Turquia.

## Palmarès
- 2022
  - 1r al Tour de Namur
  - 1r a la Ronde Van Midden-Brabant
- 2023
  - 1r a la Ronda de l'Oise i vencedor d'una etapa
  - Vencedor d'una etapa al Tour del llac Qinghai
  - Vencedor d'una etapa al Tour d'Alsàcia
- 2024
  - 1r a la Volta a Turquia i vencedor d'una etapa